# Saint-Étienne-de-Cuines
 Saint-Étienne-de-Cuines  (en francoprovenzal Sant-Ètièno-de-Cuynâ) es una población y comuna francesa, en la región de Ródano-Alpes, departamento de Saboya, en el distrito de Saint-Jean-de-Maurienne y cantón de La Chambre.

## Demografía
| 1047 | 1034 | 1080 | 1183 | 1183 | 1208 |
| Para los censos de 1962 a 1999 la población legal corresponde a la población sin duplicidades (Fuente: INSEE [Consultar]) |      |      |      |      |      |